# Gaëlle Nayo-Ketchanke
Gaëlle Verlaine Nayo-Ketchanke (née le 20 avril 1988 à Douala) est une haltérophile française (camerounaise jusqu'en 2013).

## Biographie
En 2008, elle remporte la médaille de bronze aux Championnats d'Afrique en catégorie des moins de 69 kg.
Elle est vice-championne d'Europe d'haltérophilie en 2015 et en 2016 en moins de 75 kg.

## Palmarès

### Jeux olympiques
- 2021 à Tokyo
  - 5e en moins de 87 kg
- 2016 à Rio de Janeiro
  - 8e en moins de 75 kg.

### Championnats du monde
- 2017 à Anaheim
  -  Médaille d'argent en moins de 75 kg à l'arraché.
  -  Médaille de bronze en moins de 75 kg au total.
- 2015 à Houston
  - 8e en moins de 75 kg.
- 2014 à Paris
  - 7e en moins de 75 kg.

### Championnats d'Europe
- 2021 à Moscou
  -  Médaille d'or en moins de 81 kg à l'épaulé-jeté.
  -  Médaille d'argent en moins de 81 kg au total.
- 2020 à Batoumi
  -  Médaille de bronze en moins de 76 kg à l'arraché.
- 2018 à Bucarest
  -  Médaille d'argent en moins de 75 kg à l'arraché.
  -  Médaille d'argent en moins de 75 kg à l'épaulé-jeté.
  -  Médaille d'argent en moins de 75 kg au total.
- 2016 à Førde
  -  Médaille d'argent en moins de 75 kg à l'arraché.
  -  Médaille d'argent en moins de 75 kg à l'épaulé-jeté.
  -  Médaille d'argent en moins de 75 kg au total.
- 2015 à Tbilissi
  -  Médaille d'argent en moins de 75 kg à l'épaulé-jeté.
  -  Médaille d'argent en moins de 75 kg au total.
  -  Médaille de bronze en moins de 75 kg à l'arraché.

### Championnats d'Afrique
- 2008 à Strand
  -  Médaille d'argent en moins de 69 kg à l'épaulé-jeté.
  -  Médaille de bronze en moins de 69 kg au total.

### Jeux méditerranéens
- 2018 à Tarragone
  -  Médaille d'argent en moins de 75 kg à l'arraché.
  -  Médaille d'argent en moins de 75 kg à l'épaulé-jeté.